# Osvaldo Morrone
Osvaldo Morrone ( 1957 - 2011 ) fue un biólogo, profesor, curador, y botánico argentino. Su tema central de investigación era la taxonomía de las gramíneas.
Estudió en la Universidad Nacional de La Plata (UNLP), recibiendo un BS en 1986, y su doctorado en 1989.

## Docencia e investigación
- Investigador independiente del CONICET, 1979, en la categoría de Investigador Principal
- Curador del Instituto de Botánica Darwinion
- Subdirector del Instituto de Botánica Darwinion
- Editor de Hickenia, 2000-04

## Honores

### Epónimos
- (Poaceae) Axonopus morronei Gir.-Cañas[1]

## Obra publicada
- ZULOAGA, Fernando O., MORRONE, Osvaldo, BELGRANO, Manuel J. 2007. Taxonomical and nomenclatural novelties for the Vascular Flora of the Southern Cone of South America. Darwiniana 45 ( 2 ): 236-241 ISSN 0011-6793

- FILGUEIRAS, Tarciso S, DAVIDSE, Gerrit, ZULOAGA, Fernando O, MORRONE, Osvaldo, Fernando Omar ZULOAGA. 2001. The establishment of the new genus altoparadisium and a reevaluation of arthropogon (Poaceae, Paniceae). Missouri Botanical Garden. Annals 88 ; 351 - 371

- Fernando Omar ZULOAGA, MORRONE, Osvaldo, RODRIGUEZ, Daniel. 1999. Análisis de la biodiversidad en plantas vasculares de la Argentina. Kurtziana. Córdoba 27 (1 ): 17 - 167

- MORRONE, Osvaldo, Fernando Omar ZULOAGA. 1999. Novedades para la flora del nordeste de la Argentina. Hickenia. Buenos Aires: 3 ( 9 ): 29 - 30

- Fernando Omar ZULOAGA, MORRONE, Osvaldo. 1999. Revisión de la Subfamilia Panicoideae . Catalogue of the Vascular Plants of Ecuador. Monogr. Syst. Bot. Missouri Bot. Gard. St. Louis 75 : 806 - 8383

- ZULOAGA, f.o., o. MORRONE, a.s. VEGA, l.m. GIUSSANI. 1998. Revision and Cladistic-Analysis of Steinchisma (Poaceae, Panicoideae, Paniceae). Ann. of the Missouri Bot. Garden 85 ( 4 ): 631 - 656

- MORRONE, o., f.o. ZULOAGA, m.o. ARRIAGA, r. POZNER, s.s. ALISCIONI. 1998. Systematic Revision and Cladistic-Analysis of the Genus Chaetium (Poaceae, Panicoideae, Paniceae). Ann. of the Missouri Bot. Garden 85 ( 3 ): 404 - 424

- ZULOAGA, f.o., o. MORRONE. 1996. Revision of the American Species of Panicum Subgenus Panicum Section Panicum (Poaceae, Panicoideae, Paniceae). Ann. of the Missouri Bot. Garden 83 ( 2 ) : 200 - 280

### Libros
- fernando o. Zuloaga, osvaldo Morrone, manuel j. Belgrano. 2008. Catálogo de Las Plantas Vasculares Del Cono Sur: (Argentina, Sur de Brasil, Chile, Paraguay y Uruguay). Volumen 107 de Monographs in systematic botany from the Missouri Botanical Garden. Ed. Missouri Botanical Garden Press. 3.348 pp. ISBN	193072375X

- -------------------------, -------------------. 2005. Revisión de las especies de Paspalum para América del Sur austral: (Argentina, Bolivia, sur del Brasil, Chile, Paraguay y Uruguay). Volumen 102 de Monographs in systematic botany from the Missouri Botanical Garden. Ed. Missouri Botanical Garden Press. 297 pp. ISBN 1930723423

- -------------------------, j. Pensiero, osvaldo Morrone. 2004. Systematics of Paspalum group Notata (Poaceae-Panicoideae-Paniceae). Volumen 71 de Systematic botany monographs. Ed. Am. Soc. of Plant Taxonomists. 75 pp. ISBN 0912861711

- -------------------------, tarciso s. Filgueiras, gerrit Davidse, osvaldo Morrone, susan j. Pennington, emmet j. Judziewicz, paul m. Peterson, robert j. Soreng. Catalogue of new world grasses (Poaceae). Volumen 46 de Smithsonian Institution. Ed. National Museum of Natural History. 662 pp.

- -------------------------, elisa g. Nicora, zulma e. Rugolo De Agrasar, osvaldo Morrone, josé Pensiero, ana m. Cialdella. 1994. Catálogo de la familia Poaceae en la República Argentina. Ed. Missouri Botanical Garden. 178 pp. Series: Monografías en botánica sistemática vol. 47

- La abreviatura «Morrone» se emplea para indicar a Osvaldo Morrone como autoridad en la descripción y clasificación científica de los vegetales.[2]

## Muerte
Osvaldo Morrone falleció el 18 de octubre de 2011.